# 845 Наема
845 Наема (845 Naëma) — астероїд головного поясу, відкритий 16 листопада 1916 року.
Тіссеранів параметр щодо Юпітера — 3,233.